# ダニエル・オハラ
ダニエル・オハラ（Danielle O'Hara、1983年12月16日 - ）はイギリスのモデル。リバプール出身。夫はサッカー選手のジェイミー・オハラ 。